# Курукнур
Курукнур (мар. Курыкнур: курык — гора, нур — поле) — деревня в Медведевском районе Марий Эл Российской Федерации. Входит в состав Шойбулакского сельского поселения.
Численность населения — 97 человек (2014 год).

## География
Курукнур располагается в 6 км от административного центра сельского поселения — села Шойбулак.

## История
В 1839 году в деревне было 6 дворов, в 1886 году — 14, в которых проживало 35 человек.

## Население
| 2010 | 2011 | 2012 | 2013 | 2014 |
| ---- | ---- | ---- | ---- | ---- |
| 84   | ↗92  | ↗93  | ↗95  | ↗97  |

Национальный состав на 1 января 2014 г.:
| Национальность | Численность, чел. | Доля    |
| -------------- | ----------------- | ------- |
| всего          | 97                | 100,0 % |
| Марийцы        | 93                | 95,9 %  |
| Русские        | 4                 | 4,1 %   |

## Описание
Улично-дорожная сеть деревни имеет грунтовое покрытие. Просёлочная дорога, ведущая к деревне Купсола и к федеральной автомобильной дороге Р176 «Вятка», имеет асфальтовое покрытие.
Жители проживают в индивидуальных домах, имеющих централизованное водоснабжение. Деревня газифицирована.